# 1923年の日本公開映画
- 映画 > 映画の一覧 > 年度別日本公開映画 > 1923年の日本公開映画
- 映画 > 1923年の映画 > 1923年の日本公開映画

1923年の日本公開映画（1923ねんのにほんこうかいえいが）では、1923年（大正12年）1月1日から同年12月31日までに日本で商業公開された映画の一覧を記載。作品名の右の丸括弧内は製作国を示す。
記載の凡例については年度別日本公開映画#凡例を参照

## 作品一覧

### 2月
- 1日
  - 愚なる妻（アメリカ）

### 12月
- 31日
  - 要心無用（アメリカ）[1]